# Raniban (Okhaldhunga)
Raniban (nep. रानीवन) – gaun wikas samiti we wschodniej części Nepalu w strefie Sagarmatha w dystrykcie Okhaldhunga. Według nepalskiego spisu powszechnego z 2001 roku liczył on 398 gospodarstw domowych i 2024 mieszkańców (1091 kobiet i 933 mężczyzn).